# ساركوبلازم
الساركوبلازم (بالإنجليزية: sarcoplasm) هو سيتوبلازم الخلية العضلية (الألياف العضلية). وهو مماثل لسيتوبلازم الخلايا الأخرى، لكنه يحتوي على كميات كبيرة على نحو غير عادي من غلايكوجين (حبيبات الجليكوجين المخزنة) وكميات كبيرة من الميوغلوبين، وهو بروتين ملزم الأكسجين. تركيز أيون الكالسيوم في الساركوبلازما هو أيضا عنصر خاص من الألياف العضلية. هو الوسيلة التي يتم من خلالها تنظيم تقلصات العضلات.
يحتوي على معظم اللييفات العضلية (التي تتكون من الساركوميرات)، ولكن محتوياته هي مماثلة على خلاف ذلك لمحتويات سيتوبلازم الخلايا الأخرى. لديها جهاز غولجي بالقرب من النواة، الميتوكوندريا داخل غشاء الخلية مباشرة (ساركولما)، وشبكة إندوبلازمية على نحو سلس (المتخصصة لوظيفة العضلات وتسمى الشبكة الساركوبلازمية).
في حين أن ساركوبلازم والميوبلازم، بنظرة اشتقاقية، قد يبدو أنهما مترادفان، فهما ليس كذلك. حيث أن الساركوبلازم هو نوع من السيتوبلازم، في حين ميوبلازم هو جزء مقلص بأكمله من الأنسجة العضلية.

## وصلات خارجية
- Merriam-Webster Dictionary[وصلة مكسورة]
- Sarcoplasm at Encyclopedia.com